# Cimetière Saint-Roch de Valenciennes
Pour les articles homonymes, voir Cimetière Saint-Roch.
Le cimetière Saint-Roch a été inauguré le 26 août 1792 à l'initiative du maire de l'époque, Jean-Claude Perdry. Situé hors des murs de la ville, c'est le premier cimetière commun de Valenciennes.

## Histoire
Jusqu'à cette date, les Valenciennois étaient inhumés dans les cimetières attenant aux nombreuses églises de la ville. On imagine alors sans peine quelles pouvaient être les répercussions sur l'environnement et la santé des citoyens causées par ces cadavres enterrés au fil des siècles dans une ville enserrée dans ses remparts.
De nombreuses protestations s'élevèrent, renforcées par les conclusions d'une étude réalisée à travers la ville entre 1778 et 1779.
Profitant de la fermeture des églises pendant la Révolution, on interdit alors les inhumations en ville, pour effectuer les inhumations à une distance suffisante des habitations. C'est essentiellement dans un but de salubrité publique qu'est alors créé le cimetière Saint-Roch, qui doit son nom à une petite chapelle dédiée à saint Roch, édifiée en 1019 en cet endroit sur le bord de l'Escaut.
Le 15 octobre 1837, sur décision de Monsieur le Maire, on fractionne alors le cimetière en quatre divisions : Égalité, Liberté, Brutus et Sans-culottes.
Le cimetière a été agrandi à plusieurs reprises en 1800, 1821, 1835. Il atteint les limites de la ville de Saint-Saulve en 1900. Aujourd'hui, il représente une superficie de 7 hectares.
Sur les piliers de l'entrée principale, on y trouve des plaques rappelant les anciennes inscriptions portées sur les pilastres de l'ancienne grille : « hodie mihi » et « cras tibi » (« aujourd'hui à moi, demain à toi »).
On trouve la plus ancienne tombe, datant de 1797, près de son entrée. 
Il a une emprise de 7 hectares avec environ dix-sept mille tombes.
Il possède plusieurs sculptures intéressantes, quelques chapelles de grande taille, des tombes célèbres et d'étonnants monuments funéraires.

## Personnalités inhumées
- Alphonse Choteau (1883-1936), gouverneur de La Réunion
- Henri Durre (1867-1918), député socialiste tué le 28 octobre 1918 à Anzin alors qu'il apportait à Valenciennes des nouvelles de la fin de la guerre.
- Denise Glaser (1920-1983), dans le carré juif : productrice déléguée et présentatrice de l'émission télėvisée Discorama
- Général Constant Lamy (1826-1893), division C, 2e carré bas, emplacement 161.
- Canonne Alfred, tombe no 360 ; octobre 1917, fusillé - acte d'accusation : ayant trouvé un pigeon voyageur porteur d'un message questionnaire, était accusé d'y avoir répondu.
- Léonce de Fieuzal, statuaire dont le monument fut réalisé par Philippe Joseph Henri Lemaire.
- Jean-Baptiste Bourgogne, sergent, écrivain qui participa aux campagnes de Napoléon Ier.

### Prix de Rome
Dix-sept Prix de Rome y sont enterrés :
- Alexandre Abel de Pujol (1785-1861)
- Philippe Joseph Henri Lemaire (1798-1880)
- Charles Crauk (1819-1905)
- Adophe Désiré dit Gustave Crauk (1827-1905)
- Jean-Baptiste Carpeaux (1827-1875)
- Joseph-Fortuné-Séraphin Layraud (1833-1913)
- Ernest-Eugène Hiolle (1834-1886)
- Jules Batigny (1838-1909)
- Léon Fagel (1851-1913)
- Félix-Alexandre Desruelles (1865-1943)
- Paul Dusart (1865-1933)
- Adolphe Crauk (1866-1945)
- Pierre-Victor Dautel (1873-1951)
- René Mirland (1884-1915)
- Alfred-Alphonse Bottiau (1889-1951)
- Albert Patrisse (1892-1964)
- Henri Derycke (1928-1998)

Dans la fosse commune, on trouve les ossements des guillotinés de la Révolution.

## Photothèque

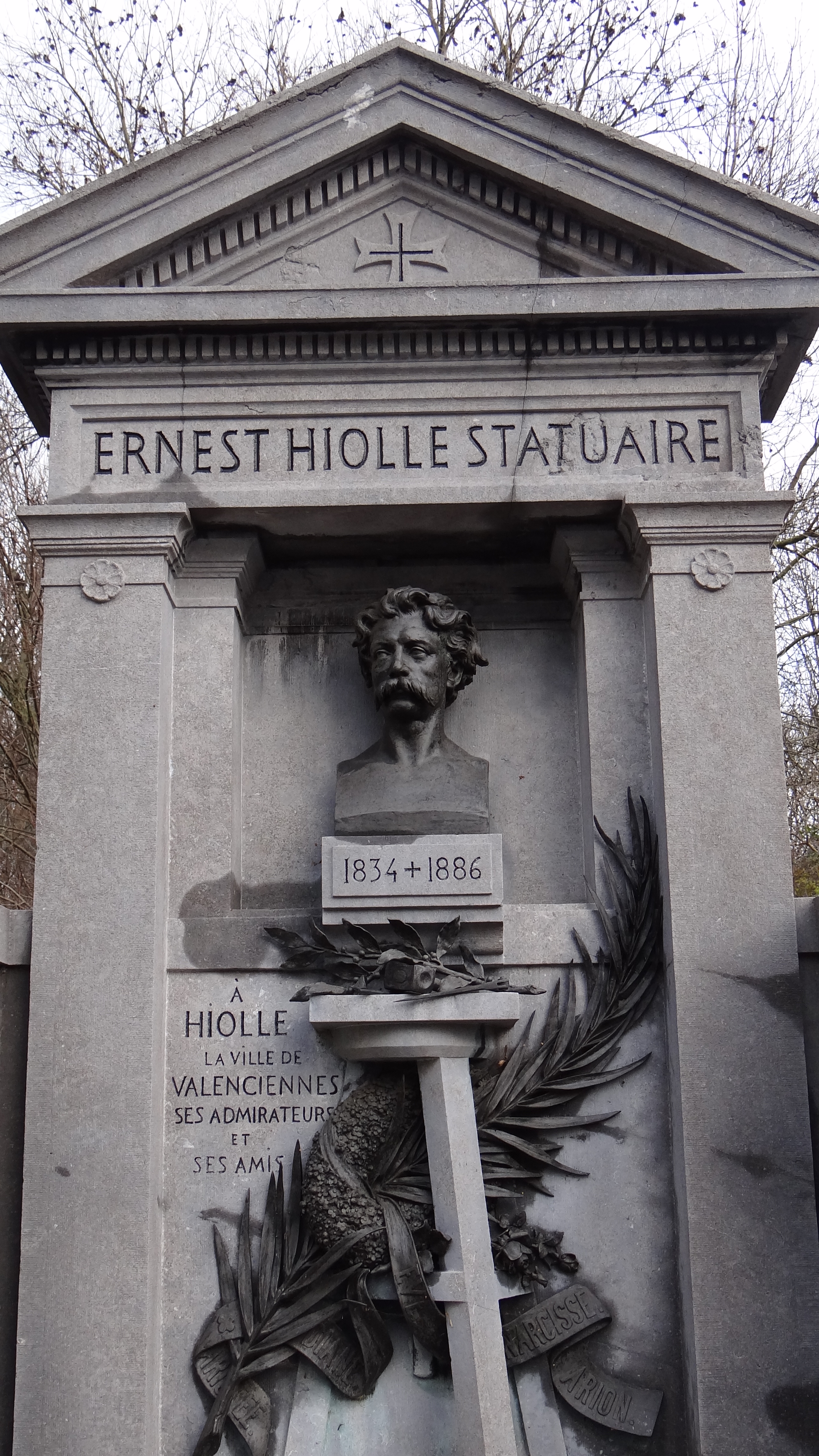
Ernest-Eugène Hiolle
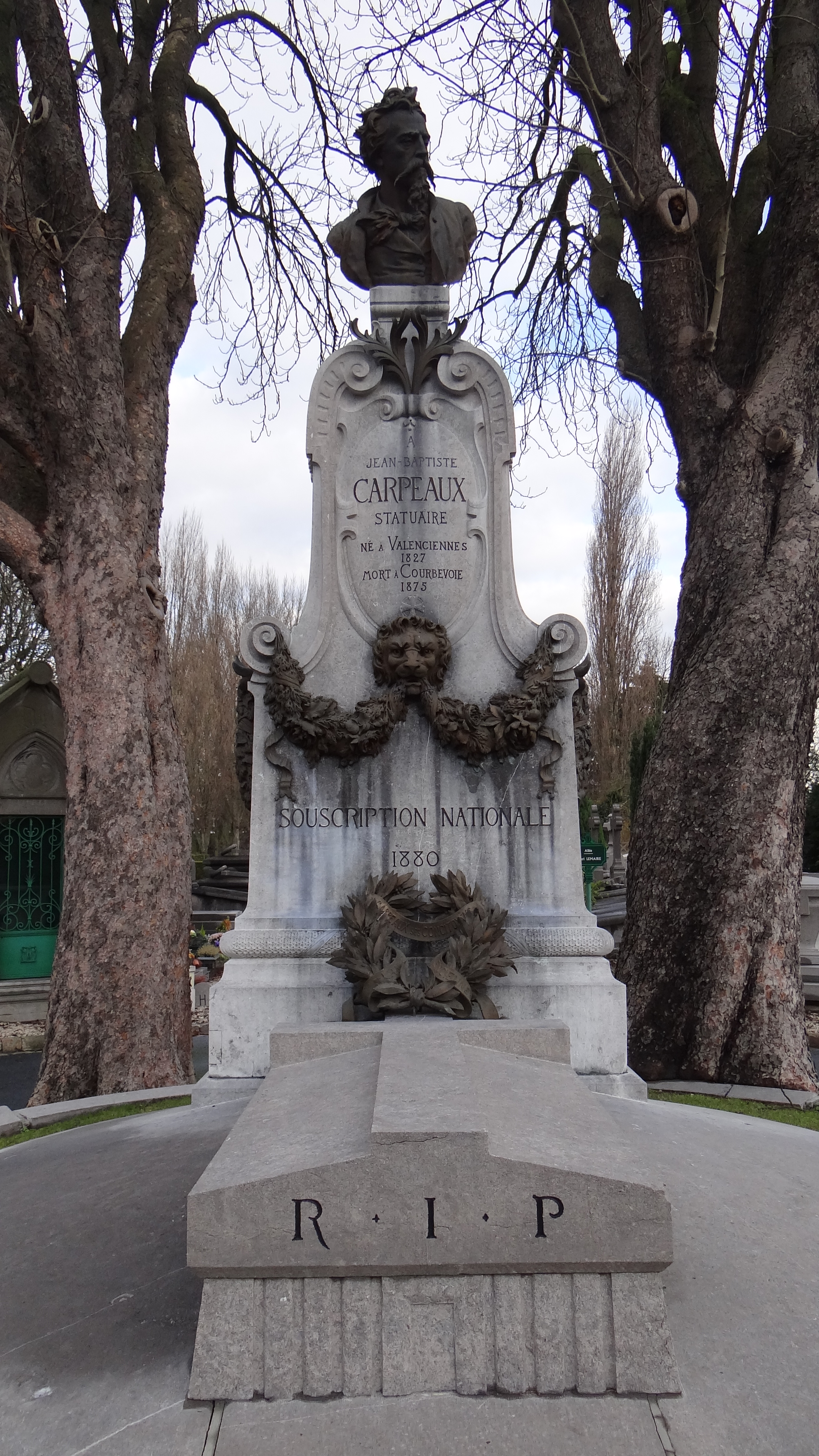
Jean-Baptiste Carpeaux
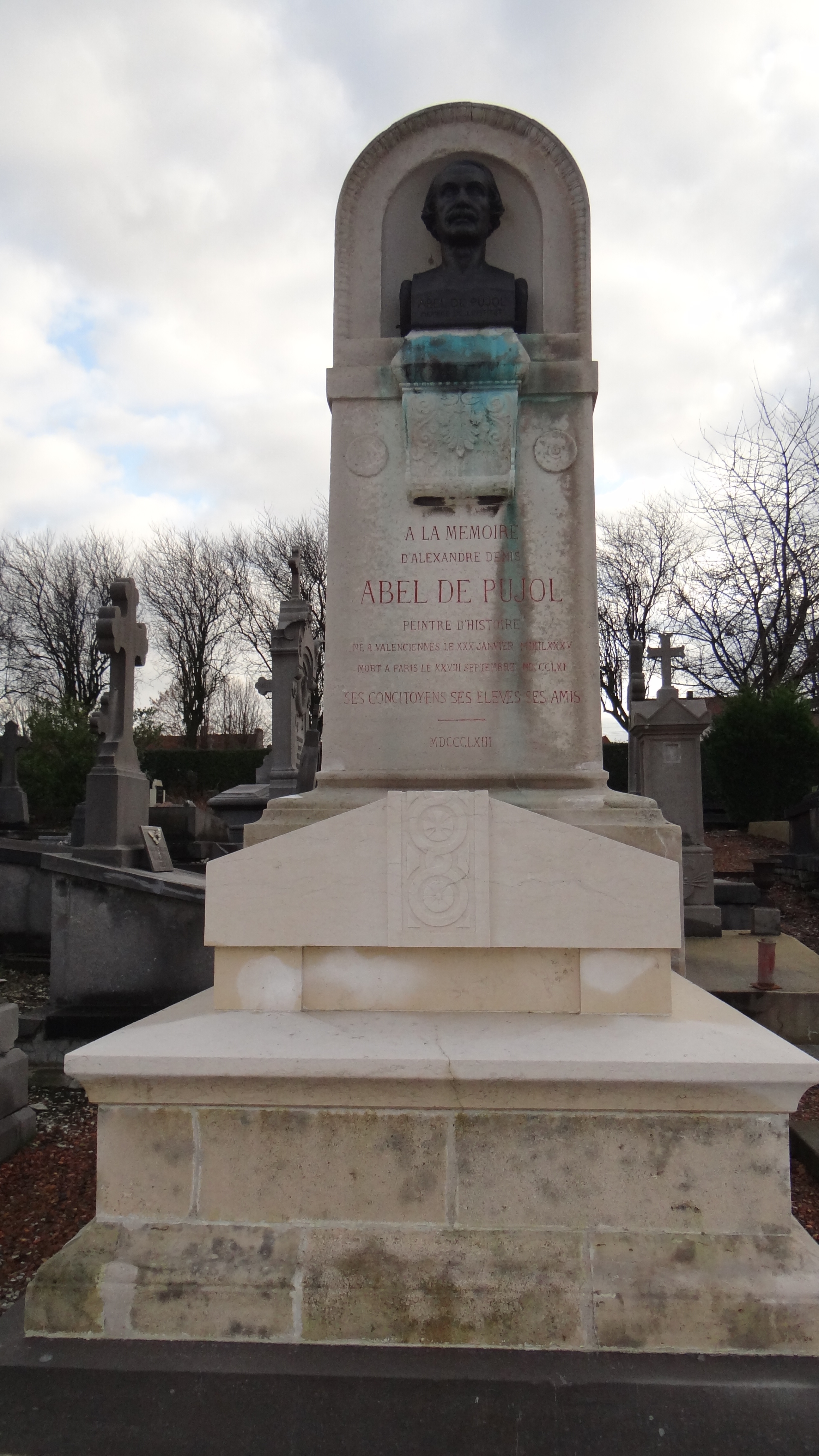
Alexandre Abel de Pujol
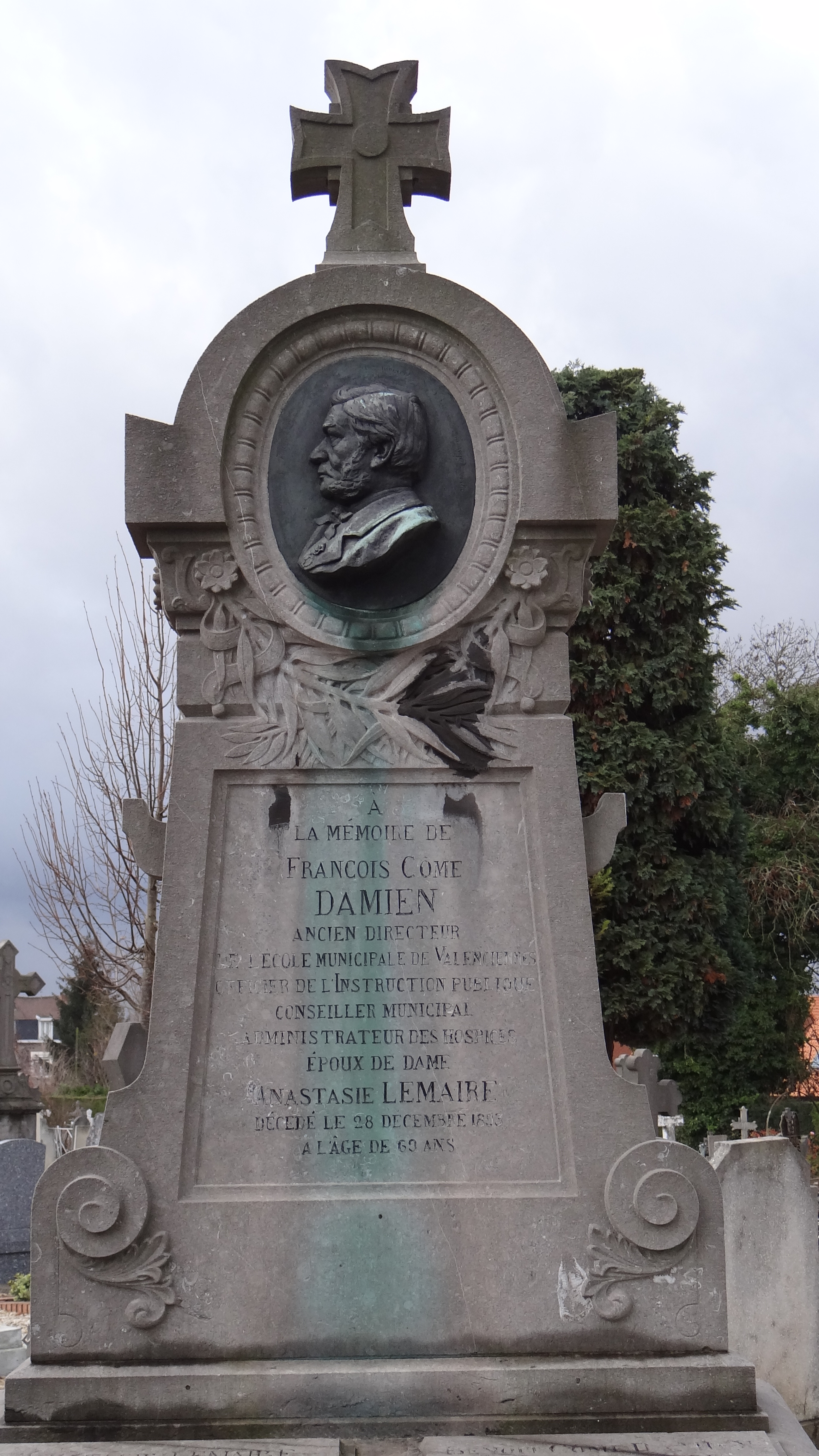
François Côme Damien
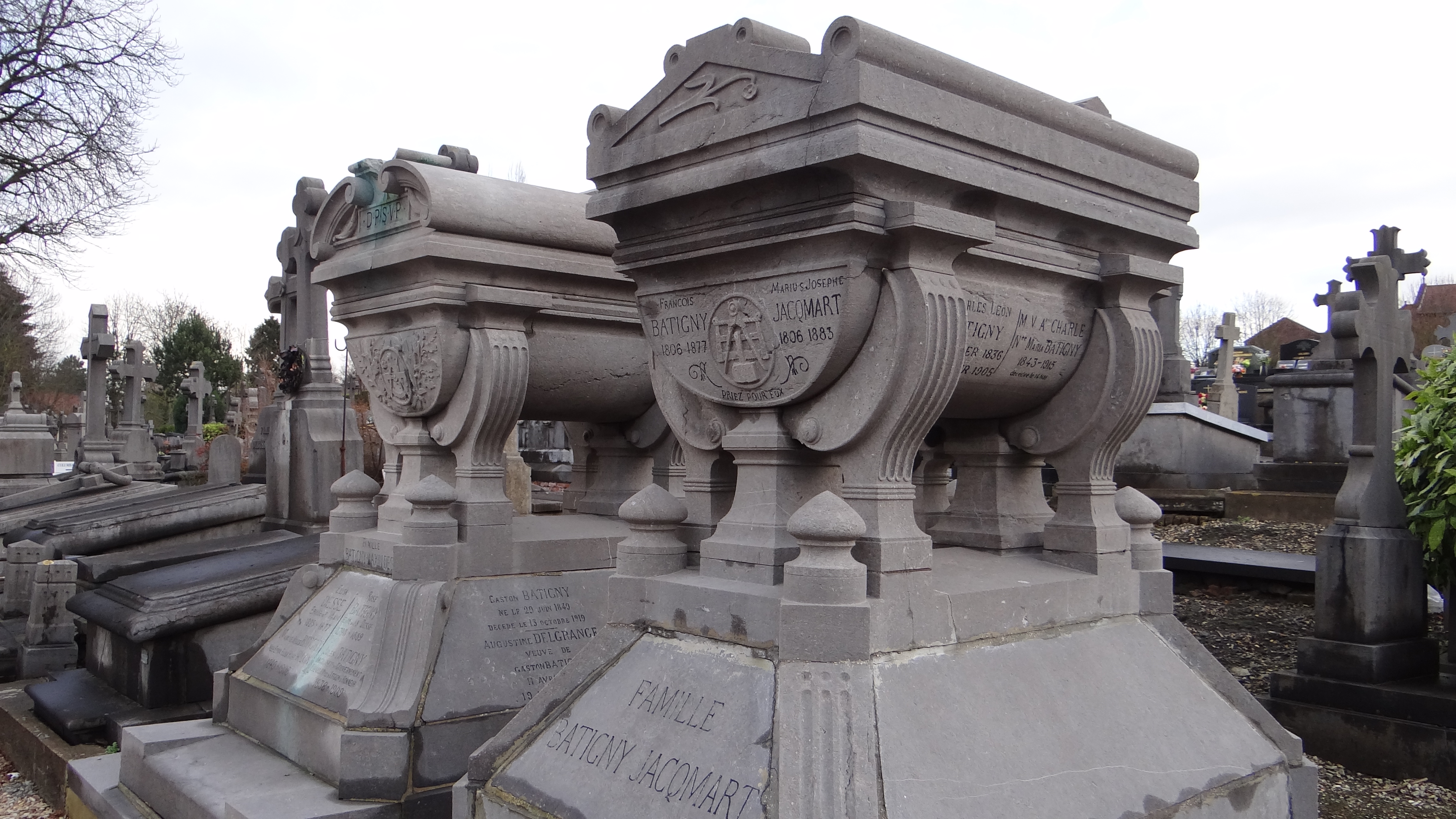
Famille Batigny
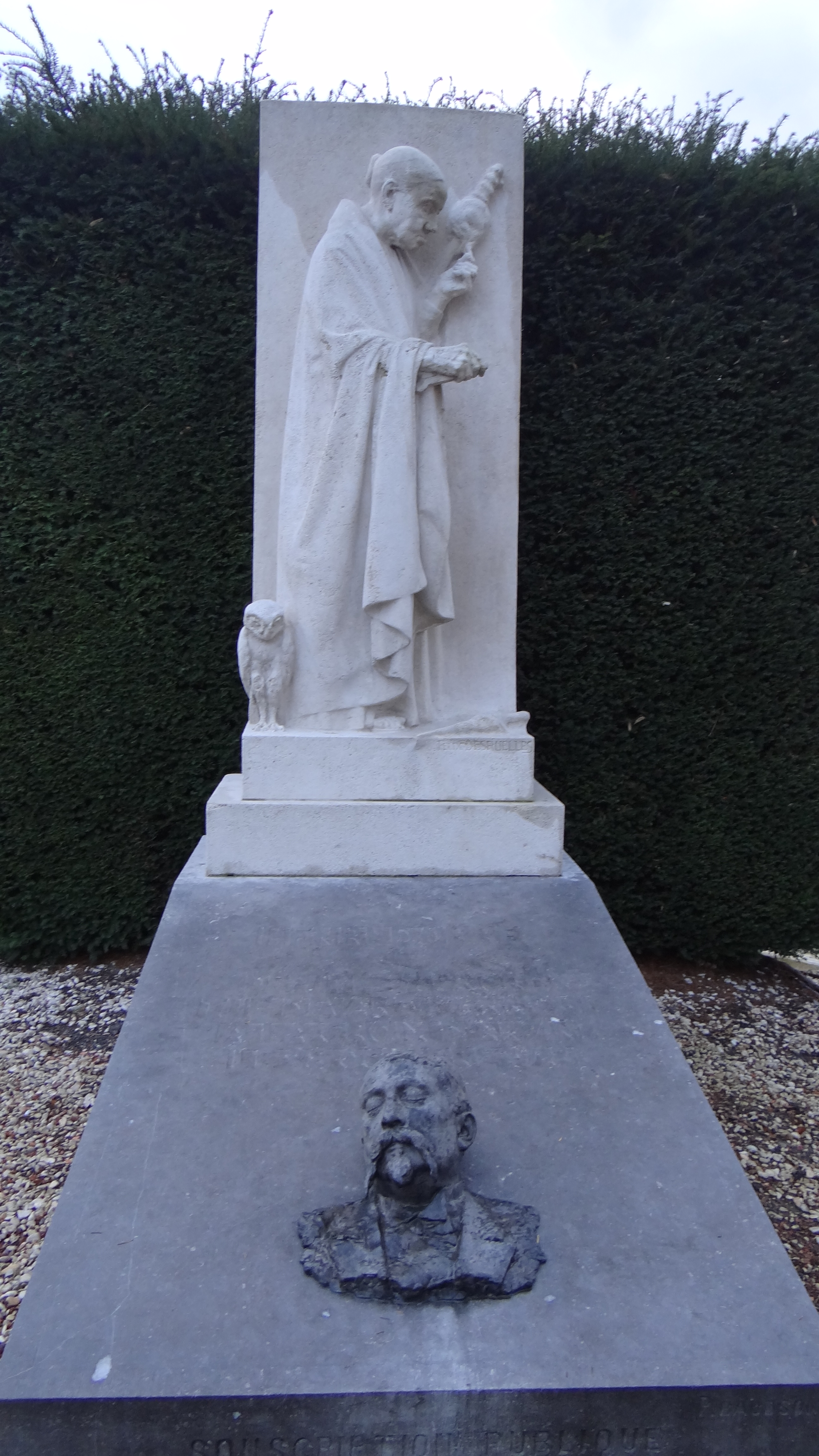
Henri Durre

## Visites
Des visites sont organisées par l'office de tourisme de Valenciennes.
Elles peuvent être libres directement au cimetière Saint-Roch ou sur un thème : Prix de Rome, artistes, politiques, militaires, etc., avec un guide sur réservation à l'office du tourisme.